# 2-Amino-1-(3,4-methylendioxyphenyl)butan
2-Amino-1-(3,4-Methylendioxyphenyl)butan, auch 1-(1,3-Benzodioxol-5-yl)-2-butylamin (BDB) genannt, ist das nächsthöhere Homologon des MDA und das N-Desmethyl-Analogon des MBDB. BDB gehört strukturell zur Gruppe der Phenylalkylamine.

## Synthese
BDB wurde von David Nichols und Alexander Shulgin synthetisiert und von letzterem in seinen psychoaktiven Eigenschaften untersucht.
Es lässt sich herstellen aus Piperonal und Nitropropan, das Kondensationsprodukt wird anschließend hydriert. Eine andere Variante ist beschrieben unter PiHKAL.

## Pharmakologische Eigenschaften

### Pharmakokinetik
Die wirksame Dosis liegt im Bereich von 150 bis 230 mg, die Wirkdauer liegt bei 4–8 Stunden, die Wirkung setzt nach etwa 30 Minuten ein.

### Wirkung
BDB hat eine entaktogene und leichte empathogene Wirkung. Es wird als etwas stärker „erdrückend“ (stoning) als MDMA – vergleichbar mit MDA – beschrieben.
Wie viele andere psychoaktive Substanzen birgt auch BDB die Gefahr der Auslösung einer latenten Psychose. Nebenwirkungen wie Zähneknirschen und Nystagmus wurden selten berichtet.

## Rechtsstatus
BDB ist in der Bundesrepublik Deutschland aufgrund seiner Aufführung in der Anlage I BtMG ein nicht verkehrsfähiges Betäubungsmittel. Der Umgang ohne Erlaubnis ist grundsätzlich strafbar. Weitere Informationen sind im Hauptartikel Betäubungsmittelrecht in Deutschland zu finden.